# 长宁镇 (大通县)
长宁镇，是中华人民共和国青海省西宁市大通回族土族自治县下辖的一个乡镇级行政单位。

## 行政区划
长宁镇下辖以下地区：
长宁社区、长宁村、甘沟门村、韩家山村、宋家庄村、王家庄村、下严村、新寨村、新添堡村、上堡村、鲍西村、鲍东村、陈家庄村、代家庄村、东村、河滩村、红崖村、康家村、上孙家寨村、双庙村、田家村、汪家村、殷家村、西村、中咀村和尕庄村。